# Rambah Tampu
Rambah Tampu is een bestuurslaag in het regentschap Karo van de provincie Noord-Sumatra, Indonesië. Rambah Tampu telt 769 inwoners (volkstelling 2010).